# Тимонин, Виталий Иосифович
Виталий Иосифович Тимонин (26 октября 1927; Саратовская область, РСФСР, СССР — 20 августа 2008; Москва) — известный нефтяник, бывший генеральный директор объединения «Мангышлакнефть» (1971-1980). Лауреат Государственной премии Казахской ССР (1985).

## Биография
Виталий Иосифович Тимонин родился 26 октября 1927 г. в Саратовской области.
В 1951 году Окончил нефтяной факультет Львовского политехнического института по специальности «Разработка нефтяных и газовых месторождений».
Избирался депутатом Верховного Совета Казахской ССР.
Трудовую деятельность В.И. Тимонин начал в Татарии. Инженер, заведующий промыслом,главный инженер, затем начальник НПУ, заместитель начальника объединения «Татнефть» - этот путь В.И. Тимонин прошел за 13 лет. Когда началось освоение Западной Сибири, Виталия Иосифовича назначили главным инженером нового объединения «Тюменнефтегаз», а вскоре перевели в Миннефтепром заместителем начальника Глав восток нефтедобычи.
В 1971 году его назначили генеральным директором объединения «Мангышлакнефть», которым он руководил до 1980 г. В этот период были введены в разработку Каражанбасское и Каламкасское нефтяные месторождения, а                            «Мангышлакнефть» добилась наивысших объемов добычи нефти – более 20 млн. т в год. За проектирование и внедрение схемы разработки Узеньского месторождения высоковязкой нефти В.И. Тимонин был отмечен Государственной премией Казахской ССР (1985).
В 1980 – 1983 гг. В.И. Тимонин был заместителем начальника отдела нефтяной и газовой промышленности Госплана СССР.
В 1983 г. В.А. Динков пригласил В.И. Тимонина на пост первого заместителя
Министра газовой промышленности СССР. Виталий Иосифович курировал работу Глав морнефтегаза, который приступилк активному освоению континентального шельфа СССР.
С 1987 по 1998 г. В.И. Тимонин работал в Управлении по добыче газа сначала Мингазпрома СССР, а затем ОАО «Газпром». В возрасте 75 лет он ушел на пенсию.
Скончался 2008 году.

## Награды и звания
- 1985 — Лауреат Государственной премии Казахской ССР.
- Награждён орденами Октябрьской Революции, «Знак Почёта» (дважды). Почётной грамотой Верховного Совета КазССР и медалям СССР.
- Почётный нефтяник СССР и Казахстана.
- Почётный работник газовой промышленности СССР.